# Codru (Moldavia)
Codru es una ciudad y comuna moldava perteneciente al municipio administrativo de Chisináu. Es un centro para la industria química, de alimentos, maquinaria y textil. Según el censo del año 2004, tenía una población de 14.277 habitantes. Situada a una altitud aproximada de 126 metros sobre el nivel del mar.